# Момент (фільм)
«Момент» — короткометражний фільм 2014 року. Екранізація за оповіданням Володимира Винниченка «Момент».

## Сюжет
Історія короткого кохання між революціонером і панною в ризикованій для життя ситуації. Революціонер зустрічається з панночкою в клуні перед спланованим нелегальним переходом через кордон. Панна теж тікає від переслідування поліції. Головний герой закохується в панночку. Вони успішно переходять через кордонну смугу, заховану в лісі. Вони повністю віддаються спалаху кохання, який осяяв їхні душі, попри абсолютну недоцільність і несвоєчасність, на перший погляд, цього почуття.

## У ролях
| Актор              | Роль                       |
| ------------------ | -------------------------- |
| Анастасія Вергелес | панночка Муся              |
| Степан Бурим       | революціонер               |
| Володимир Палаш    | контрабандист Семен Пустун |